# جون ر. كونلي
جون ر. كونلي (بالإنجليزية: John R. Connelly)‏ هو سياسي أمريكي، ولد في 27 فبراير 1870 في ماونت الاسترليني في الولايات المتحدة، وتوفي في 9 سبتمبر 1940. نشط حزبياً في الحزب الديمقراطي. وقد انتخب عضو مجلس النواب الأمريكي.